# Топ (одяг)
Топ (від англ. top — «верх») — вид легкого одягу, переважно жіночого, що закриває верхню частину тіла. Топ, який відкриває живіт, називається коротким (або кроп) топом.

## Історія
Попередником топа-тубуса був пляжний чи взагалі неформальний літній одяг, який носили дівчата в 1950-ті. Він здобув популярність у 1970-х і знову повернувся в моду в 1990-х і 2000-х. У 2012 році ізраїльський модельєр Елі Тагарі заявив, що це він сприяв популяризації топа-тубуса після свого приїзду до Нью-Йорка в 1971 році. Він стверджував, що перші екземпляри цього одягу були циліндричними марлевими бинтами, які через виробничу помилку вийшли дещо більшого розміру, ніж належало. Тагарі побачив їх на фабриці Муррея Клейда і купив, надалі наладивши власне виробництво.

## Види
| Зображення | Вид          | Опис |
| ---------- | ------------ | --- |
|            | Футболка     | В англосаксонській класифікації зараховується до топів |
|            | Майка        | В англосаксонській класифікації зараховується до топів (tank top)                                                                                                  |
|            | Топ-тубус    | Топ-тубус (tube top) не має рукавів і бретель, охоплюючи верхню частину тулуба, нагадує широке бандо. Для запобігання спаданню споряджений уверху і внизу гумками. |
|            | Короткий топ | Короткий топ, кроп-топ (crop top) має високу лінію талії, повністю відкриває живіт                                                                                 |

### Варіанти коміра
| Зображення | Вид            | Опис                                                               |
| ---------- | -------------- | ------------------------------------------------------------------ |
|            | Топ на бретелі | Топ на бретелі (halter top) має одну бретель, що проходить за шиєю |
|            | Топ-водолазка  | Топ з коміром-гольф (turtleneck)                                   |